# Envy, Hatred and Malice
Envy, Hatred and Malice è un cortometraggio muto del 1911 diretto da Lewin Fitzhamon.

## Trama
Un artista salva una zingarella che sta per essere affogata da una pescatrice gelosa di lei.

## Produzione
Il film fu prodotto dalla Hepworth.

## Distribuzione
Distribuito dalla Hepworth, il film - un cortometraggio in una bobina - uscì nelle sale cinematografiche britanniche nel novembre 1911.
Si conoscono pochi dati del film che, prodotto dalla Hepworth, fu distrutto nel 1924 dallo stesso produttore, Cecil M. Hepworth. Fallito, in gravissime difficoltà finanziarie, il produttore pensò in questo modo di poter almeno recuperare il nitrato d'argento della pellicola.